# 李济深故居 (桂林)
李济深故居位于中国广西壮族自治区桂林市叠彩区东镇路11号，为李济深于民国29年至民国33年任中华民国国民政府军事委员会桂林办公厅主任时的住处。该建筑为砖木结构建筑，中西合璧，共有两层，院内面积为525平方米，主楼长35米，进深15米，一楼7间，二楼8间。院内原有花园、车库、警卫室，主楼内有书房、卧室、会客厅等。1987年公布为桂林市文物保护单位。